# Naoki Ogawa
Naoki Ogawa (小川 直毅 Ogawa Naoki?, nacido el 3 de julio de 1995 en Hyogo) es un exfutbolista japonés. Jugaba de delantero y su último club fue el Gamba Osaka de Japón.

## Trayectoria

### Clubes
| Club               | País  | Año         |
| ------------------ | ----- | ----------- |
| Gamba Osaka        | Japón | 2014 - 2016 |
| J. League sub-22   | Japón | 2014        |
| Fujieda MYFC       | Japón | 2015        |
| Gamba Osaka sub-23 | Japón | 2016        |

## Estadística de carrera

### J. League
| Club               | Año   | J. League | J. League | Copa J. League | Copa J. League | Total | Total |
| Club               | Año   | Part.     | Goles     | Part.          | Goles          | Part. | Goles |
| ------------------ | ----- | --------- | --------- | -------------- | -------------- | ----- | ----- |
| Gamba Osaka        | 2014  | 0         | 0         | 3              | 1              | 3     | 1     |
| J. League sub-22   | 2014  | 9         | 0         | -              | -              | 9     | 0     |
| Fujieda MYFC       | 2015  | 19        | 2         | -              | -              | 19    | 2     |
| Gamba Osaka        | 2016  | 0         | 0         | 0              | 0              | 0     | 0     |
| Gamba Osaka sub-23 | 2016  | 24        | 4         | -              | -              | 24    | 4     |
| Total              | Total | 52        | 6         | 3              | 1              | 55    | 7     |